# جلين تايلور
جلين تايلور (بالإنجليزية: Glyn Taylor)‏ هو متسابق دراجات نارية أسترالي، ولد في 24 أغسطس 1953 في كارديف في المملكة المتحدة.